# 何以笙簫默 (電視劇)
《何以笙箫默》是一部2015年首播的中国大陆都市爱情偶像剧，改编自女作家顾漫的同名小说，亦是顾漫第二部影視作品。该剧由上海剧酷文化传播有限公司出品及制作，台湾导演劉俊傑执导，原著作者顾漫本人担当编剧，并由钟汉良、唐嫣、谭凯、杨玏、菅纫姿、米露主演。全剧讲述了一对大学时期的恋人因误会而分手后，女方远走美国，七年后两人在国内意外重聚，最终冰释前嫌、重修旧好。
本剧于2014年6月24日正式开机，先后转战上海、苏州、香港、惠州等多地取景拍摄，同年9月12日杀青关机。2015年1月10日，本剧在江苏、东方两家卫视黄金档全国首播，1月11日于安徽卫视十点档同步跟播。同年5月，在韩国被MBC购入版权，以原音配以韩文字幕的方式在其午夜剧场播放，是第二部被韩国无线台购买并播放的中国大陆电视剧。

## 播出時間及平台
| 頻道          | 所在地   | 播映日期                    | 播出時間                  | 備註                                |
| ------------- | -------- | --------------------------- | ------------------------- | ----------------------------------- |
| 江蘇衛視      | 中国大陆 | 2015年1月10日-2015年1月25日 | 每天19:30起兩集           | 1月26日-1月27日播出番外篇（精编版） |
| 東方衛視      | 中国大陆 | 2015年1月10日-2015年1月25日 | 每天19:30起兩集           | 1月26日-1月27日播出番外篇（精编版） |
| 安徽衛視      | 中国大陆 | 2015年1月11日-2015年1月26日 | 每天22:00起兩集           | 无删减版                            |
| 深圳卫视      | 中国大陆 | 2015年3月27日               | 每天19:30起兩集           | 无删减版                            |
| CCTV-8        | 中国大陆 | 2018年2月16日               | 每天14:30起四集           | 无删减版                            |
| MBC           |          | 2015年5月1日                | 凌晨2:00 每周一集         | 海外版                              |
| OMNI.2(ON)    | 加拿大   | 2015年6月24日               | 每周一至周五 10-11pm      | 海外版                              |
| OMNI AB       | 加拿大   | 2015年6月24日               | 每周一至周五 10-11pm      | 海外版                              |
| OMNI BC       | 加拿大   | 2015年6月24日               | 每周一至周五 10-11pm      | 海外版                              |
| 洛城18台      | 美国     | 2015年6月30日               | 每周一至周五 7-8pm        | 海外版                              |
| 中天娛樂台    | 臺灣     | 2015年12月2日               | 每週一至週五20:00 - 21:00 |                                     |
| Asia Dramatic | 日本     | 2016年1月2日                | 每週六,日20:00            |                                     |
| 東風衛視      | 臺灣     | 2016年7月28日               | 每週一至週五20:00 - 22:00 |                                     |
| 八度空间      | 马来西亚 | 2016年11月10日              | 星期一至五 17:00-18:00    |                                     |
| AMARIN TV     | 泰國     | 2016年12月6日               | 週一-週三13:30            |                                     |
| 人間衛視      | 臺灣     | 2017年9月15日               | 每週一至週五22:00 - 23:00 |                                     |
| 八大第一台    | 臺灣     | 2020年3月10日               | 星期一至五 19:00 - 20:00  |                                     |
| 愛爾達影劇台  | 臺灣     | 2021年4月23日               | 星期一至五 18:30 - 20:30  | 兩集連播                            |

## 劇情大綱
趙默笙（唐嫣飾演）初入長華大學那年，偶然原因拍到在樹下看書的何以琛（鍾漢良飾演）並對他一見鍾情，從此之後開朗直率的她開始“死纏爛打”地追求，與眾不同的追求方式吸引了以琛的注意，一段純純的校園愛情悄然滋生。然而，以琛寄養家庭的妹妹何以玫（菅纫姿飾演），同樣深深喜歡著何以琛，之後便鼓起勇氣向默笙“宣戰”。
某日，趙默笙的父親趙清源（吳任遠飾演）找到何以琛，與他商量將他和趙默笙送去美國的事情，但何以琛知道趙清源的身份時，斷然拒絕了這個請求。由於何以琛認為趙清源是間接害死其父親的兇手，便遷怒於趙默笙。但趙默笙不知事情來龍去脈，當得知他與何以玫之間的事情之後去找何以琛證實，卻得到以琛冷酷的回應。
此時，趙清源貪污瀆職的事情東窗事發，急著將女兒送去美國以保性命。而趙默笙又誤以為以琛和以玫在一起，落寞地服從父親的安排，前往美國生活。在美國生活期間，趙默笙經歷了父親自殺身亡、因領養鄰居孩子而不得已與INSO集團總裁應暉（譚凱飾演）假結婚等事情。雖然趙默笙對應暉沒有感情寄託，但應暉卻已愛上了趙默笙。後來應暉為了解開默笙心中對以琛的結，所以安排了默笙回國的事宜。
再次回國已經七年過去，趙默笙成為了真正的攝影師。而何以琛也成為了叱咤上海灘的知名律師，與當年的同窗向恒（趙楚侖飾演）、学长袁非（林鵬飾演）一起合伙經營「袁·向·何律師事務所」。回國之後的趙默笙重新遇到了何以琛，這對不得已分開七年的戀人，橫在他們中間的，有非親妹妹何以玫對何以琛的執著，有默笙因生活所迫在美國已結婚的事實，有癡情“前夫”應暉的窮追不捨，更有多年前兩家父親的經濟恩怨。但這些並沒有讓這對分手的戀人繼續錯過，反而在各種誤會及現實考驗中更加了解了這些年來彼此愛的心緒。

## 製作與拍攝

### 背景
《何以笙簫默》改編自中國青春系列題材作家顧漫2003年的同名作品《何以笙簫默》，小說最初在晉江文學城連載，連載過程到故事結束之後累計了大量讀者和書迷，隨後在2005年由出版社出版發行。

### 拍摄
劇集中的校園場景分別在上海师范大学和蘇州大學取景拍攝，由羅雲熙和吳倩演的部分在上海師範大學拍攝，而由鍾漢良和唐嫣飾演的學生時代則在蘇州大學取景，其餘場景分别于苏州同里古镇、香港尖沙咀和阳澄湖取景，片中的美国场景实为阳澄湖。

## 角色表

### 主要角色
| 演員     | 角色   | 介紹 | 粤配   |
| 鍾漢良   | 何以琛 | 29岁，長華大學法律系畢業生，「袁·向·何律師事務所」律師。趙默笙的丈夫，何以玫的認養哥哥。 大學時代學習成績優秀，外表帥氣，因而被長華大學學生稱為長華大學校草。 外表高傲冷漠，做事果敢利落，是法律圈有名的大律師，深受業內人士肯定，追求者眾多。然而在和趙默笙分離的七年時間裡，何以琛始終鍾情於趙默笙，並未尋找其他女生，因此被稱為上海灘最有名的黃金單身漢。 為了能減輕因思念帶來的痛苦，何以琛讓自己變成工作狂，曾一度因胃出血住院。 趙默笙回國之後，雖然仍對趙默笙的不辭而別而耿耿於懷，但最終因為一直深愛對方，所以和趙默笙註冊結婚。 然而因為應暉不放棄對趙默笙的愛，回到國內想重新追求默笙。 | 簡懷甄 |
| 唐嫣     | 趙默笙 | 28歲，長華大學化學系肄業生，「瑰寶雜誌社」資深攝影師。何以琛的妻子，蕭筱的大學同窗兼好友。與應暉有短暫的婚姻關係。 從小鍾情並擅長於攝影，大學入學當天無意中拍到何以琛而對其一見鍾情，并展開猛烈追求。 何以琛最終在天真善良的趙默笙的百般追求下對她漸生情愫，兩人最終成為情侶。 何以琛因得知趙清源的身份之後遷怒於趙默笙，並說出氣話使得趙默笙誤會，傷心欲絕的她接受父親的安排不辭而別前往美國。 在美國的七年時間裡，趙默笙遇到了應暉，並成為有名無實的夫妻。為了避免製造更多麻煩，趙默笙選擇回國。 仍然愛著何以琛的她重新遇到了他，並註冊結婚。雖然後來因為應暉的介入而與何以琛再次產生誤會，但兩人仍舊相信彼此。 | 謝穎茵 |
| 譚凱     | 應暉   | 36歲，長華大學學長，INSO集團創辦人兼總裁，趙默笙有名無實的前夫。 大學時代與佟心櫻是戀人，但對方因為他家境不好而選擇放棄，最終放棄保送研究所的應暉則前往美國。 在美期間因生活經費拮据而在報紙刊登廣告尋求幫助，而此時同在美國的趙默笙不問原因向陌生人寄去500美元。因為500美元，應暉在創業的第一個月熬過最艱難的日子，最終成功創辦INSO互聯網公司。 幾年之後，趙默笙因鄰居入獄關係，生活陷入窘迫，於是寫信給應暉，請他寄回當初幫他的500美元，應暉請求當面約見趙默笙。應暉最終幫助趙默笙度過難關。 趙默笙因為身份原因無法領養鄰居的小孩，遂接受了應暉的建議與其假結婚，進而取得領養權。 時間告一段落之後，應暉卻漸漸對趙默笙產生情愫，而在一次酒醉之後對趙默笙做出無禮動作而感到壓力甚大。此時趙默笙也感到如此下去會給雙方帶來麻煩，於是建議趙默笙回國。 趙默笙回國之後，應暉才深深感到自己已經愛上她，適逢長華大學百年校慶，應暉回到中國，除了拓展中國業務之外，此行目的是為了重新奪回趙默笙芳心，並取消與趙默笙的離婚協議。但得知她已與何以琛結婚之後，應暉雖然失落，但已經計劃從何以琛手中奪回趙默笙。 | 楊啟健 |
| 大學時代 |        | |        |
| 羅雲熙   | 何以琛 | 20歲，宜市人，長華大學法律系二年級學生，學校風雲人物，辯論社副社長，趙默笙的男友，向恒的室友兼死黨。 喜著襯衫跟卡其褲，外表帥氣冷漠，追求者眾多，但都不予理睬。起初對趙默笙的追求不予回應，但隨後被趙默笙打動與她成為情侶。 由於得知趙默笙父親趙清源的真實身份，遂遷怒於趙默笙，在無心說出讓趙默笙不要再來找她，直接導致趙默笙不辭而別前往美國。而他也懊惱不已，七年時間未能見到趙默笙。 |        |
| 吳倩     | 趙默笙 | 19歲，宜市人，長華大學化學系一年級學生，市長女兒，少梅等人的室友兼死黨，何以琛的女友。 為人可愛開朗大方善良，喜歡幫助別人，也因為這樣，在多次追求何以琛之後讓對方漸生情愫，進而成為情侶。 在得知何以玫和何以琛的關係之後，前去了解事實真相，但卻換來何以琛冷漠的回應。趙清源之事發生之後，趙默笙被強迫送往美國唸書生活，七年之後才重新回到中國。 |        |

### 配角
| 演員   | 角色         | 介紹 | 粤配   |
| 菅纫姿 | 何以玫       | 28岁，電視台新聞主播，何以琛名義上的妹妹，多年來一直深愛何以琛。 在何以琛和趙默笙結婚之後，何以玫逐漸放下對何以琛的執著，雖然外界有眾多追求者，但一直無法將心思從何以琛身上抽離。 在路遠風的瘋狂追求下，何以玫最終答應和他在一起，但由於心思不在路遠風身上，後分手。 最後和張續結婚。 | 黎皓宜 |
| 米露   | 蕭筱/ 林少梅 | 28歲，長華大學化學系畢業生，畢業之後轉型成為知名模特，趙默笙大學同窗兼好友，路遠風的妻子。 出生農村，因此大學時代要靠打工償還學貸，為人溫柔善良。 當年趙默笙不辭而別，林少梅感到非常受傷和氣憤，也為何以琛抱不平，因此畢業之後當上模特，何以琛成為了她的專屬律師。 由於混跡於模特圈和演藝圈，林少梅改藝名為蕭筱，在圈內擁有較高人氣，性格也變得不似從前，成為一個大喇喇和直接的人，但依然保持善良本性。 前期與路遠風互看不順眼，但在相處之後感覺開始改變，恰逢在路遠風因何以玫陷入情傷，兩人在互相打氣之後開始依賴對方，最終成為夫妻，生了一子。 | 譚淑嫻 |
| 杨玏   | 路遠風       | 「瑰寶雜誌社」攝影師，為人搞怪有義氣，趙默笙的同事兼好友，前期何以玫的男友。 偶然因素結識何以玫，並為此著迷，路遠風遂展開強烈的追求，但屢遭碰壁。 何以琛和趙默笙結婚之後，何以玫才漸漸放下對何以琛的執著，開始接受外界的追求，遂答應了他。但由於何以玫始終對何以琛念念不忘，這段感情維持不久之後便以分手作收。 前期與蕭筱互看不順眼，但兩人均無惡意針對彼此。 | 梁家池 |
| 趙楚侖 | 向恆         | 長華大學法律系畢業生，「袁·向·何律師事務所」合夥人兼律師，何以琛大學舍友兼死黨，趙默笙學長。 外表英俊，為人正直，性格幽默風趣，但始終是單身，因此被戲稱為事務所的黃金單身漢。喜歡收藏名酒和喝酒，為兄弟排困解憂、兩肋插刀，間接撮合何以琛和趙默笙的關鍵人物。 主要負責律師事務所的出差工作，接手何以琛沒有時間接的案件。 |        |
| 林鵬   | 袁非(老袁)   | 長華大學法律系畢業生，「袁·向·何律師事務所」合夥人兼律師，何以琛和向恒的學長。 相貌平平，但為人風趣幽默、大方善良，喜歡調戲何以琛和趙默笙。在事務所同樣是單身漢，因此調侃事務所裡面的單身男律師都被外界認為是同志。 平時主要負責事務所與其他公司的談判，負責事務所的應酬，因此生活多半在飯局中度過，接手何以琛沒有時間接的案件。 |        |

### 瑰寶雜誌社
| 演員   | 角色   | 介紹 | 粤配 |
| 榮蓉   | 張主編 | 「瑰寶雜誌社」主編輯，趙默笙上司。 |      |
| 臧洪娜 | 顧行紅 | 30歲單身女青年，「瑰寶雜誌社」執行編輯，趙默笙好友。 性格開朗愛笑、大喇喇。喜歡相親、出差、品嚐美食。當年因為被文敏搶走男朋友而與文敏心生芥蒂。                                                        |      |
| 宋梓僑 | 文敏   | 「瑰寶雜誌社」執行主編。 為人原則行事，與丈夫在鬧離婚，由於討債人士受其丈夫唆使前往雜誌社搗亂，在兩次搗亂之後，因為對雜誌社帶來負面影響而自動請辭。                                                    |      |
| 張乃鷗 | 陶憶靜 | 「瑰寶雜誌社」執行主編，頂替辭職的文敏。 在一次採訪何以琛不成，後得知何以琛是趙默笙的丈夫而遷怒趙默笙，並請雜誌人員轉交辭職信。 隨後何以琛親自出面道歉，就取消辭職意願並恢復上班，遂與趙默笙和好如初。 |      |
| 何果軒 | 李大寶 | 「瑰寶雜誌社」執行編輯，平時愛在雜誌社聊八卦。某次隨趙默笙與小紅前往香港出差，得知何以琛與趙默笙結婚，遂將消息透露給平日看不順眼的陶憶靜，造成陶憶靜誤會趙默笙。                                       |      |

### 長華大學校友
| 演員   | 角色             | 介紹                                 | 粤配 |
| 熊玉婷 | 林少梅           | 趙默笙大學同窗兼好友                 |      |
| 李思嫻 | 蔣曉燕           | 趙默笙大學同學                       |      |
| 李文靜 | 楊蕾             | 趙默笙大學同學                       |      |
| 盧蒽潔 | 何以玫           | 何以琛名義上的妹妹                   |      |
| 陳欣予 | 許影（大學時期） | 長華大學辯論社副社長                 |      |
| 侯瑞祥 | 向恆（大學時期） | 何以琛大學同學兼好友                 |      |
| 龍一一 | 佟心櫻           | 在大學時是應暉的女友，畢業後就分手了 |      |
| 王妍蘇 | 許影             | 辯論社學姐                           |      |
| 蔡剛   | 周教授           | 法學院教授                           |      |
| 阿玲   | 周教授夫人       |                                      |      |
| 張松   | 趙亮             | 何以琛室友                           |      |
| 徐晨   | 辯論社社長       |                                      |      |

### 袁向何律師事務所
| 演員   | 角色 | 介紹                           | 粤配 |
| 丁珊珊 | 莉莉 | 「袁向何律師事務所」前台人員。 |      |
| 劉鈺瑾 | 美婷 | 「袁向何律師事務所」助理律師。 |      |

### INSO公司
| 演員     | 角色   | 介紹                                                     | 粤配 |
| 端木崇慧 | 琳達   | 應暉助理                                                 |      |
| 麥克     | 史密斯 | INSO律師團隊                                             |      |
| 菲利普   | 鮑威爾 | INSO律師團隊                                             |      |
| 保羅     | 沃爾夫 | 應暉要他在他與默笙的假離婚證書上簽字，並給了他一萬元美金 |      |
| 迪恩     | 克魯斯 | INSO律師團隊                                             |      |

### 其他
| 演員   | 角色   | 介紹                                                                         | 粤配   |
| 吳任遠 | 趙清源 | 趙默笙父親，宜市市長。                                                       |        |
| 秦樾   | 裴方梅 | 趙默笙母親                                                                   |        |
| 嚴景瑤 | 路母   |                                                                              |        |
| 朱健   | 何父   | 以玫父親                                                                     |        |
| 閆立萍 | 何母   | 以玫母親                                                                     |        |
| 王曉鶯 | 娟姐   | 趙默笙在美國的鄰居，小嘉的母親。曾因誤傷了有暴力傾向的丈夫湯姆，而入獄三年。 |        |
| 劉成瑞 | 張續   | 何以玫的老公，音樂人，在江蘇農村與以玫相識。                                 | 楊啟健 |
| 高婷婷 | 米菲爾 | 知名設計師                                                                   |        |
| 李晨   | 理髮師 |                                                                              |        |
| 華波波 | 詹森   | J&J律師事務所合夥人                                                          |        |
| 王揚盛 | 凱文   | 蕭筱經紀人                                                                   |        |
| 黃世超 | 劉律師 | 袁·向·何律師事務所                                                           |        |
| 陳旭明 | 陸伯伯 |                                                                              |        |

## 電視劇歌曲

### 中國大陸
| 曲序 | 曲目                                     |        | 作曲   | 演唱者 |
| ---- | ---------------------------------------- | ------ | ------ | ------ |
| 1.   | My Sunshine（片頭曲）                    | 段思思 | 譚旋   | 張杰   |
| 2.   | 何以愛情（片尾曲）                       | 段思思 | 譚旋   | 鍾漢良 |
| 3.   | 好久不見（插曲）                         | 施立   | 陳小霞 | 唐嫣   |
| 4.   | 微光（插曲）                             | 周潔穎 | 錢雷   | 華晨宇 |
| 5.   | 孤獨的總和（插曲）                       | 吳汶芳 | 吳汶芳 | 吳汶芳 |
| 6.   | The road not taken（插曲）               | 高姍   | 高姍   | 高姍   |
| 7.   | 遇見你的時候所有星星都落到我頭上（插曲） | 高姍   | 高姍   | 高姍   |

### 台灣
中天電視
| 曲序 | 曲目                 |              | 作曲           | 演唱者 |
| ---- | -------------------- | ------------ | -------------- | ------ |
| 1.   | 可惜（片頭曲）       | 艾怡良、艷薇 | 劉偉德、吳夢奇 | 郭靜   |
| 2.   | 孤獨的總和（片尾曲） | 吳汶芳       | 吳汶芳         | 吳汶芳 |

東風衛視
| 曲序 | 曲目                                        |                     | 作曲                | 演唱者       |
| ---- | ------------------------------------------- | ------------------- | ------------------- | ------------ |
| 1.   | 可惜（前期片頭曲）                          | 艾怡良、艷薇        | 劉偉德、吳夢奇      | 郭靜         |
| 2.   | Unchained Melody (奔放的旋律)（後期片頭曲） | Alex North/Hy Zaret | Alex North/Hy Zaret | 五黑寶合唱團 |
| 3.   | 孤獨的總和（片尾曲）                        | 吳汶芳              | 吳汶芳              | 吳汶芳       |

## 迴響與花絮

### 網路播放量
翻拍自顧漫經典小說的《何以笙箫默》開播以來就擁有相當驚人的網路關注度，首日網路單日播放量即破億，刷新歷史紀錄，並在1月20日成為首部單日破3億次的電視劇，結局當日播放量更高達35552萬次。

### 何以體
播出之後，《何以笙箫默》劇中的數句經典台詞成為網路流行語，「不願將就」、「提早行使權利」等字句通過期末考試等題材走紅網路。

### 億年修得何以琛
劇中鍾漢良飾演的男主角何以琛成為新一代女性的完美理想型。有網友總結劇中的何以琛「高富帥有氣質·早餐晚餐家務全部包（上得了廳堂·下得了廚房·進的了洞房）、分手七年潔身自好（不需要擔心出軌問題）、沒有難搞的公婆（婚後關係簡單美滿）、卡錢包手機隨便拿（不刷我卡還跟你急）、寶馬車接送上下班（省心省力省時間）、豪宅江景房（住得舒服又享受）、金牌職業-律師（幸福生活有保障）、隨時製造浪漫驚喜（自己的人生就比韓劇更精彩）。」，並有網友總結歷代影視劇經典男主角，云：「十年修得王小賤（失戀33天，文章飾），百年修得柯景騰（電影那些年，我們一起追的女孩，柯震東飾），千年修得李大仁（電視劇我可能不會愛你，陳柏霖飾），萬年修得陸勵成（電視劇最美的時光，鍾漢良飾），億年修得何以琛。」此話題新浪微博閱讀量破億次。

### 多版本
導演劉俊傑曾接受訪問表示，稱《何以笙簫默》男女主角大學戲份拍了兩個版本，唐嫣與鍾漢良版本和新人吳倩、羅雲熙版，製作方採用了新人那一版，且鍾漢良唐嫣版的校園戲只拍了三分之二。江蘇及東方衛視首播時，將唐嫣與鐘漢良的版本放在第31-32集大結局播映。

### 海报翻拍
由于该剧的热播，其海报也大受追捧，不少人更是翻拍出成人版，教授版，幼儿版海报。幼儿虽然翻拍剧照很有意思，但家长认为此事意义不大，一旦过度还会对孩子产生不好的影响。

### 韓國無線台播出
有別於以往韓國外購劇多於有線台播出，經配上字幕、調色的《何以笙簫默》於2015年5月1日於韓國地上波三大台之一MBC原音首播，成為史上第一部於韓國無線台播出的中國大陸製作的都市偶像劇集。

## 收視率
由CSM50数据参考而来，收视率包括全天收视指数和市场（收视）份额参数。
| 平台     | 平均收视率 | 平均收视份额 |
| 江苏卫视 | 1.234      | 3.171        |
| 东方卫视 | 0.956      | 2.459        |

| 中国大陆 江苏卫视／东方卫视 首播收视率 |                        |          |          |          |          |          |          |          |          |          |          |          |          |                                        |
| 集數                                   | 播出日期               | 江苏卫视 | 江苏卫视 | 江苏卫视 | 江苏卫视 | 江苏卫视 | 江苏卫视 | 东方卫视 | 东方卫视 | 东方卫视 | 东方卫视 | 东方卫视 | 东方卫视 | 備註                                   |
| 集數                                   | 播出日期               | CSM34    | CSM34    | CSM34    | CSM50    | CSM50    | CSM50    | CSM34    | CSM34    | CSM34    | CSM50    | CSM50    | CSM50    |                                        |
| 集數                                   | 播出日期               | 收視率   | 收視份額 | 排名     | 收視率   | 收視份額 | 排名     | 收視率   | 收視份額 | 排名     | 收視率   | 收視份額 | 排名     |                                        |
| 1-2                                    | 2015年1月10日          | 0.813    | 2.079    | 4        | 0.792    | 2.047    | 4        | 0.595    | 1.522    | 8        | 0.563    | 1.455    | 8        |                                        |
| 3-4                                    | 2015年1月11日          | 1.028    | 2.601    | 4        | 0.988    | 2.534    | 4        | 0.610    | 1.541    | 5        | 0.577    | 1.479    | 5        |                                        |
| 5-6                                    | 2015年1月12日          | 0.823    | 2.111    | 4        | 0.800    | 2.080    | 4        | 0.621    | 1.595    | 5        | 0.591    | 1.539    | 5        |                                        |
| 7-8                                    | 2015年1月13日          | 0.902    | 2.306    | 4        | 0.892    | 2.310    | 4        | 0.687    | 1.760    | 5        | 0.666    | 1.727    | 5        |                                        |
| 9-10                                   | 2015年1月14日          | 0.965    | 2.425    | 4        | 0.937    | 2.390    | 4        | 0.689    | 1.735    | 6        | 0.664    | 1.695    | 6        | 浙江《武媚娘传奇》上档                 |
| 11-12                                  | 2015年1月15日          | 1.011    | 2.596    | 5        | 0.982    | 2.560    | 5        | 0.795    | 2.048    | 6        | 0.751    | 1.961    | 6        |                                        |
| 13-14                                  | 2015年1月16日          | 1.065    | 2.692    | 5        | 1.026    | 2.626    | 5        | 0.920    | 2.332    | 6        | 0.905    | 2.325    | 6        | 北京、山东等《老农民》完结             |
| 15-16                                  | 2015年1月17日          | 1.394    | 3.528    | 2        | 1.345    | 3.450    | 2        | 1.016    | 2.570    | 4        | 0.995    | 2.551    | 5        | 山东《大刀记》、北京《别叫我兄弟》上档 |
| 17-18                                  | 2015年1月18日          | 1.506    | 3.795    | 2        | 1.482    | 3.788    | 2        | 1.232    | 3.107    | 4        | 1.204    | 3.081    | 4        |                                        |
| 19-20                                  | 2015年1月19日          | 1.523    | 3.905    | 2        | 1.471    | 3.818    | 2        | 1.181    | 3.037    | 4        | 1.160    | 3.019    | 4        |                                        |
| 21-22                                  | 2015年1月20日          | 1.403    | 3.602    | 2        | 1.373    | 3.579    | 2        | 1.226    | 3.153    | 4        | 1.195    | 3.120    | 4        |                                        |
| 23-24                                  | 2015年1月21日          | 1.525    | 3.918    | 2        | 1.495    | 3.898    | 2        | 1.278    | 3.296    | 4        | 1.224    | 3.199    | 4        |                                        |
| 25-26                                  | 2015年1月22日          | 1.550    | 3.822    | 2        | 1.522    | 3.813    | 2        | 1.270    | 3.130    | 4        | 1.238    | 3.100    | 4        |                                        |
| 27-28                                  | 2015年1月23日          | 1.409    | 3.580    | 3        | 1.391    | 3.582    | 2        | 1.214    | 3.091    | 4        | 1.195    | 3.086    | 4        |                                        |
| 29-30                                  | 2015年1月24日          | 1.637    | 4.179    | 2        | 1.618    | 4.179    | 2        | 1.175    | 3.001    | 4        | 1.162    | 3.002    | 4        |                                        |
| 31-32                                  | 2015年1月25日          | 1.641    | 4.035    | 2        | 1.631    | 4.083    | 2        | 1.246    | 3.059    | 4        | 1.202    | 3.006    | 4        |                                        |
| 精华版1-2                              | 2015年1月26日          | 1.058    | 2.631    | 3        | 1.035    | 2.615    | 3        | 0.680    | 1.693    | 6        | 0.665    | 1.684    | 6        |                                        |
| 精华版3-4                              | 2015年1月27日          | 1.018    | 2.521    | 3        | 0.985    | 2.486    | 3        | 0.655    | 1.624    | 7        | 0.646    | 1.629    | 7        |                                        |
| 平均收视（不含精华版）                 | 平均收视（不含精华版） | 1.262    | 3.198    |          | 1.234    | 3.171    |          | 0.985    | 2.499    |          | 0.956    | 2.459    |          |                                        |

1. 同时段或交叉时段主要节目：
  - 湖南卫视《武媚娘传奇》
  - 浙江卫视《武媚娘传奇》
  - 山东卫视《老农民》(与北京、河南、黑龙江联播) /《大刀记》
  - 北京卫视《老农民》(与山东、河南、黑龙江联播) /《别叫我兄弟》
2. 数据由广视索福瑞提供，调查范围为四岁以上之观众。
3. 排名为同时段省级卫视收视率排名。
4. 资料来源：克顿传媒数据中心

## 獎項
| 年份   | 頒獎典禮               | 獎項                              |
| ------ | ---------------------- | --------------------------------- |
| 2015年 | 第17届华鼎奖           | 中国当代题材电视剧最佳女演员 唐嫣 |
| 2016年 | 2016中国电视剧品质盛典 | 品质奖                            |
| 2016年 | 2016中国电视剧品质盛典 | 观众最喜爱电视剧                  |

## 宣傳活動
| 播出時間     | 地點     | 活動           | 出席演員   |
| ------------ | -------- | -------------- | ---------- |
| 2015年5月7日 | 中国大陆 | 《我们都爱笑》 | 杨玏、米露 |

## 相關電影
- 何以笙簫默 (電影)

## 外部連結
- 《何以笙簫默》的新浪微博（简体中文）
- 《何以笙箫默》東方衛視專題（简体中文）
- 《何以笙箫默》新浪網專題（页面存档备份，存于）（简体中文）
- 《何以笙箫默》樂視網專題（简体中文）
- 新浪电视鉴剧科VOL.31《何以笙箫默》（页面存档备份，存于）（简体中文）
- 豆瓣电影上《何以笙簫默》的資料 （简体中文）
- 豆瓣读书上《何以笙箫默》的資料 （简体中文）
- 在Netflix上觀看《何以笙簫默》

## 电视剧的变迁
| 江蘇衛視 幸福剧场 每天19:30起 兩集      | 江蘇衛視 幸福剧场 每天19:30起 兩集                                                | 江蘇衛視 幸福剧场 每天19:30起 兩集 |
| --------------------------------------- | --------------------------------------------------------------------------------- | ---------------------------------- |
|                                         | 何以笙箫默 （2015年1月10日－1月25日） 2015年1月26日至1月27日 播出精編版「番外篇」 |                                    |
| 二炮手 （2014年12月24日－2015年1月9日） | 千金女賊 （2015年1月28日－2月21日）                                               |                                    |

| 中国大陆 東方衛視 夢想劇場 每晚19:30（兩集） | 中国大陆 東方衛視 夢想劇場 每晚19:30（兩集） | 中国大陆 東方衛視 夢想劇場 每晚19:30（兩集） |
| -------------------------------------------- | -------------------------------------------- | -------------------------------------------- |
|                                              | 何以笙簫默 （2015年1月10日－1月27日）        |                                              |
| 二炮手 （2014年12月24日－2015年1月9日）      | 長大 （2015年1月29日－2月16日）              |                                              |

| 美国 洛城18台 每周一至周五 7-8pm | 美国 洛城18台 每周一至周五 7-8pm      | 美国 洛城18台 每周一至周五 7-8pm |
| -------------------------------- | ------------------------------------- | -------------------------------- |
|                                  | 何以笙簫默 （2015年6月30日－10月6日） |                                  |
| 紅高粱 （2015年4月6日－6月29日） | 虎媽貓爸 （2015年10月7日－12月9日）   |                                  |

| 臺灣 中天娛樂台 每週一至週五 20:00 - 21:00 | 臺灣 中天娛樂台 每週一至週五 20:00 - 21:00  | 臺灣 中天娛樂台 每週一至週五 20:00 - 21:00 |
| ------------------------------------------ | ------------------------------------------- | ------------------------------------------ |
|                                            | 何以笙簫默 （2015年12月2日－2016年1月15日） |                                            |
| 少年四大名捕（重播）                       | 因為愛情有奇蹟 （2016年1月18日－5月9日）    |                                            |

| 臺灣 東風衛視 每週一至週五 20:00 - 22:00 | 臺灣 東風衛視 每週一至週五 20:00 - 22:00                                              | 臺灣 東風衛視 每週一至週五 20:00 - 22:00 |
| ---------------------------------------- | ------------------------------------------------------------------------------------- | ---------------------------------------- |
|                                          | 何以笙簫默 （2016年7月28日－8月19日）                                                 |                                          |
| 非緣勿擾 （2016年7月4日－7月27日）       | 朱蒙電視特輯 （20:00 - 21:00） 朱蒙 （20:00 - 21:00） （2016年8月22日－2017年2月3日） |                                          |

| 马来西亚 八度空间 星期一至五 17:00-18:00 | 马来西亚 八度空间 星期一至五 17:00-18:00        | 马来西亚 八度空间 星期一至五 17:00-18:00 |
| ---------------------------------------- | ----------------------------------------------- | ---------------------------------------- |
|                                          | 何以笙簫默 (2016年11月10日-2016年12月23日)      |                                          |
| 情定三生 (2016年9月5日-2016年11月9日)    | 那年青春我們正好 (2016年12月26日-2017年2月21日) |                                          |

|below=2017年5月1日起黄金剧场更名为东方剧场，2018年8月7日起周播剧场更名为精品剧场
}}